# Megaforce
Megaforce är ett demo släppt av Metallica. Inspelat den 16 Mars 1983 i Los Angeles, Kalifornien, USA.

## Låtlista
1. "Whiplash" - 4:15
2. "No Remorse" - 5:37

## Medverkande
- James Hetfield - Sång, kompgitarr
- Dave Mustaine - Gitarr, bakgrundssång
- Cliff Burton - Elbas, bakgrundssång
- Lars Ulrich - Trummor